# Тукалевський Ігор Миколайович
І́гор Микола́йович Тукале́вський (* 3 березня (13 червня) 1916, Ніжин — † 1995) — український архітектор радянських часів, 1976 — заслужений архітектор УРСР.

## Життєпис
1941 року закінчив Київський будівельний інститут.
Серед спроектованих ним споруд (всі у співавторстві):
- 1958 — будинки Інституту хімії АН УРСР,
- 1969-75 — житловий район по вулиці Руській у Чернівцях,
- 1970-78 — інституту «Діпроцивільпромбуд», Київ,
- 1975 — «Діпросільпромбуд»,
- автор проекту реконструкції Національного будинку органної і камерної музики.